# Хустська міська рада
Ху́стська міська́ ра́да — орган місцевого самоврядування Хустської міської громади.

## Склад ради
Рада складається з 34 депутатів та голови.
- Голова ради: Кащук Володимир Павлович
- Секретар ради: Ерфан Володимир Іванович

### Керівний склад попередніх скликань
| Прізвище, ім'я, по батькові | Основні відомості                                                      | Дата обрання | Дата звільнення |
| --------------------------- | ---------------------------------------------------------------------- | ------------ | --------------- |
| Джанда Михайло Михайлович   | Міський голова, 1956 року народження, член Української Народної Партії | 26.03.2006   | 31.10.2010      |
| Кащук Володимир Павлович    | Міський голова, 1958 року народження, освіта вища, безпартійний        | 31.10.2010   | 25.10.2015      |
| Кащук Володимир Павлович    | Міський голова, 1958 року народження, освіта вища, безпартійний        | 25.10.2015   |                 |

Примітка: таблиця складена за даними сайту Верховної Ради України та ЦВК

### Депутати VII скликання
За результатами місцевих виборів 2015 року депутатами ради стали:

#### За суб'єктами висування
| Суб'єкт висування                                   | Кількість обраних депутатів | %     |
| --------------------------------------------------- | --------------------------- | ----- |
| Політична партія «Конкретних справ»                 | 16                          | 47.06 |
| Партія Блок Петра Порошенка «Солідарність»          | 5                           | 14.71 |
| Політична партія Всеукраїнське об'єднання «Свобода» | 3                           | 8.82  |
| «КМКС» Партія угорців України                       | 3                           | 8.82  |
| Політична партія «Опозиційний блок»                 | 3                           | 8.82  |
| Українська Народна Партія                           | 2                           | 5.88  |
| Політична партія Єдиний Центр                       | 2                           | 5.88  |

#### За округами
| № округу                                            | Прізвище, ім'я, по батькові      | Дата нар.  | Освіта              | Партійна приналежність                           | Відомості |
| --------------------------------------------------- | -------------------------------- | ---------- | ------------------- | ------------------------------------------------ | --- |
| Політична партія «КОНКРЕТНИХ СПРАВ»                 |                                  |            |                     |                                                  | |
| пк                                                  | Лунченко Валерій Дмитрович       | 20.04.1957 | вища                | безпартійний                                     | Фізична особа-підприємець |
| 33                                                  | Шегута Ярослав Федорович         | 23.12.1972 | вища                | безпартійний                                     | Фізична особа-підприємець |
| 18                                                  | Перец Володимир Володимирович    | 10.07.1973 | професійно-технічна | безпартійний                                     | Фізична особа-підприємець |
| 11                                                  | Кричфалушій Володимир Васильович | 19.05.1980 | вища                | безпартійний                                     | Верховна Рада України, помічник-консультант народного депутата України |
| 3                                                   | Голеня Юрій Антонович            | 27.04.1971 | професійно-технічна | безпартійний                                     | Фізична особа-підприємець |
| 17                                                  | Чепка Мирослав Антонович         | 16.08.1963 | вища                | безпартійний                                     | Фізична особа-підприємець |
| 2                                                   | Росоха Іван Іванович             | 07.10.1977 | вища                | безпартійний                                     | Фізична особа-підприємець |
| 10                                                  | Шимоня Ерік Володимирович        | 14.05.1995 | загальна середня    | безпартійний                                     | Ужгородський національний університет, студент |
| 8                                                   | Ерфан Володимир Іванович         | 26.08.1963 | вища                | безпартійний                                     | Хустська міська рада, секретар |
| 27                                                  | Маханець Василь Васильович       | 08.06.1972 | професійно-технічна | безпартійний                                     | Фізична особа-підприємець |
| 4                                                   | Грабарь Михайло Михайлович       | 06.08.1971 | загальна середня    | безпартійний                                     | Фізична особа-підприємець |
| 26                                                  | Григорик Олександр Васильович    | 21.03.1959 | загальна середня    | безпартійний                                     | Фізична особа-підприємець |
| 32                                                  | Галай Михайло Михайлович         | 18.01.1979 | вища                | безпартійний                                     | Хустська міська рада, радник міського голови |
| 30                                                  | Маханець Генрієтта Василівна     | 02.05.1994 | загальна середня    | безпартійна                                      | Фізична особа-підприємець |
| 16                                                  | Гомечко Мирослав Васильович      | 17.05.1966 | вища                | безпартійний                                     | Хустська районна рада, керуючий справами |
| 19                                                  | Орос Василь Васильович           | 04.08.1962 | вища                | безпартійний                                     | Фізична особа-підприємець |
| ПАРТІЯ "БЛОК ПЕТРА ПОРОШЕНКА «СОЛІДАРНІСТЬ»         |                                  |            |                     |                                                  | |
| пк                                                  | Бордей Олександр Федорович       | 07.06.1967 | вища                | член ПАРТІЇ "БЛОК ПЕТРА ПОРОШЕНКА «СОЛІДАРНІСТЬ» | Фізична особа-підприємець |
| 15                                                  | Гав'янець Михайло Степанович     | 03.08.1972 | вища                | член ПАРТІЇ "БЛОК ПЕТРА ПОРОШЕНКА «СОЛІДАРНІСТЬ» | Фізична особа-підприємець |
| 20                                                  | Пилип Олександр Михайлович       | 12.12.1985 | вища                | безпартійний                                     | Державна фіскальна служба в Закарпатській області, старший оперуповноважений відділу організації супроводження адміністрування ПДВ оперативного управління ДПІ у м. Ужгороді |
| 29                                                  | Боднар Олександр Миколайович     | 30.06.1982 | вища                | безпартійний                                     | Фізична особа-підприємець |
| 19                                                  | Бурч Василь Васильович           | 23.11.1970 | вища                | безпартійний                                     | Фізична особа-підприємець |
| «КМКС» Партія угорців України                       |                                  |            |                     |                                                  | |
| пк                                                  | Козьма Йосип Йосипович           | 09.04.1965 | професійно-технічна | безпартійний                                     | Благодійний фонд «Карітас», виконавчий директор |
| 26                                                  | Варга Тіводор Емельянович        | 08.11.1977 | вища                | безпартійний                                     | Хустська служба побуту, товарознавець |
| 5                                                   | Фегер Степан Йосипович           | 15.02.1947 | вища                | безпартійний                                     | пенсіонер |
| політична партія Всеукраїнське об'єднання «Свобода» |                                  |            |                     |                                                  | |
| пк                                                  | Аннишинець Микола Васильович     | 19.05.1976 | вища                | безпартійний                                     | приватний підприємець |
| 31                                                  | Роман Роман Михайлович           | 06.01.1977 | вища                | безпартійний                                     | Виноградівське районне управління юстиції, заступник начальника — начальник відділу ДВС                                                                                      |
| 6                                                   | Дубчак Наталія Сергіївна         | 10.01.1987 | вища                | безпартійна                                      | ФОП, самозайнята особа-адвокат,, фОП, самозайнята особа-адвокат |
| Політична Партія «Опозиційний блок»                 |                                  |            |                     |                                                  | |
| пк                                                  | Білецький Віталій Миколайович    | 31.01.1981 | вища                | безпартійний                                     | Приватний підприємець |
| 1                                                   | Химчук Дмитро Дмитрович          | 14.12.1981 | загальна середня    | безпартійний                                     | тимчасово не працює |
| 4                                                   | Збоян Роман Андрійович           | 27.01.1974 | середня спеціальна  | безпартійний                                     | Приватний підприємець |
| політична партія Єдиний Центр                       |                                  |            |                     |                                                  | |
| пк                                                  | Пригара Іван Дмитрович           | 04.04.1955 | професійно-технічна | член політичної партії Єдиний Центр              | пенсіонер |
| 34                                                  | Біляк Іван Іванович              | 27.10.1967 | вища                | безпартійний                                     | приватний підприємець |
| Українська Народна Партія                           |                                  |            |                     |                                                  | |
| пк                                                  | Джанда Михайло Михайлович        | 04.11.1956 | вища                | член Української Народної Партії                 | приватний адвокат, адвокат |
| 16                                                  | Довганич Віктор Теодорович       | 14.09.1987 | вища                | член Української Народної Партії                 | тимачасово не працює, тимчасоно не працює |

### Депутати VI скликання
За результатами місцевих виборів 2010 року депутатами ради стали:

#### За суб'єктами висування
| Суб'єкт висування                                       | Кількість обраних депутатів | %    |
| ------------------------------------------------------- | --------------------------- | ---- |
| Єдиний Центр                                            | 15                          | 41,7 |
| Партія регіонів                                         | 7                           | 19,4 |
| Політична партія «Фронт Змін»                           | 4                           | 11,1 |
| Народна Партія                                          | 3                           | 8,3  |
| Українська Народна Партія                               | 3                           | 8,3  |
| Політична партія Всеукраїнське об'єднання «Батьківщина» | 2                           | 5,6  |
| Політична партія «Наша Україна»                         | 2                           | 5,6  |

#### За округами
| № округу                                                | Прізвище, ім'я, по батькові            | Дата визнання обраним | Освіта             | Партійна приналежність                        | Відомості про обраного депутата                                                                            |
| ------------------------------------------------------- | -------------------------------------- | --------------------- | ------------------ | --------------------------------------------- | --- |
| Єдиний Центр                                            |                                        |                       |                    |                                               | |
| б/м                                                     | Роман Віра Юріївна                     | 05.11.2010            | вища               | позапартійна                                  | Хустська районна лікарня, завідувачка дитячого відділення                                                  |
| б/м                                                     | Глеба Василь Михайлович                | 05.11.2010            | середня            | позапартійний                                 | ТОВ «Мальва», менеджер                                                                                     |
| б/м                                                     | Пригара Іван Дмитрович                 | 05.11.2010            | вища               | член Єдиного Центру                           | приватний підприємець                                                                                      |
| б/м                                                     | Дзяпко Юрій Іванович                   | 05.11.2010            | вища               | позапартійний                                 | Інспекція Державного технічного нагляду м. Хуст, начальник інспекції                                       |
| 2                                                       | Грабарь Михайло Михайлович             | 05.11.2010            | середня            | позапартійний                                 | приватний підприємець                                                                                      |
| 3                                                       | Аннишинець Микола Васильович           | 05.11.2010            | вища               | позапартійний                                 | управління Пенсійного фонду України в м. Хуст та Хустському районі, перший заступник начальника управління |
| 6                                                       | Гриньо Євген Матвійович                | 05.11.2010            | вища               | позапартійний                                 | приватний підприємець                                                                                      |
| 7                                                       | Роман Іван Михайлович                  | 05.11.2010            | вища               | позапартійний                                 | Хустський професійний ліцей, директор                                                                      |
| 8                                                       | Ерфан Володимир Іванович               | 05.11.2010            | вища               | позапартійний                                 | TOB «Закарпатська продовольча група», директор супермаркету «БАРВА»                                        |
| 10                                                      | Орос Василь Васильович                 | 05.11.2010            | середня            | позапартійний                                 | приватний підприємець                                                                                      |
| 14                                                      | Гангур Микола Іванович                 | 05.11.2010            | вища               | позапартійний                                 | приватне підприємство «Браєр», менеджер товарознавець                                                      |
| 15                                                      | Маханець Василь Васильович             | 05.11.2010            | вища               | член Єдиного Центру                           | тимчасово не працює                                                                                        |
| 16                                                      | Холод Михайло Михайлович               | 05.11.2010            | вища               | позапартійний                                 | приватне підприємство ФОП «Холод Єлізавета Юріївна», інженер                                               |
| 17                                                      | Галай Михайло Михайлович               | 05.11.2010            | середня            | позапартійний                                 | приватний підприємець                                                                                      |
| 18                                                      | Шегута Ярослав Федорович               | 05.11.2010            | вища               | позапартійний                                 | приватний підприємець                                                                                      |
| Народна Партія                                          |                                        |                       |                    |                                               | |
| б/м                                                     | Штефуца Юрій Михайлович                | 05.11.2010            | вища               | член Народної партії                          | пенсіонер                                                                                                  |
| б/м                                                     | Червак Богдан Миколайович              | 05.11.2010            | вища               | член Народної партії                          | Рахівська загальноосвітня школа, охоронець                                                                 |
| 5                                                       | Шимоня Володимир Янович                | 05.11.2010            | незакінчена вища   | член Народної партії                          | приватний підприємець                                                                                      |
| Партія регіонів                                         |                                        |                       |                    |                                               | |
| б/м                                                     | Огняник Петро Васильович               | 05.11.2010            | вища               | член Партії регіонів                          | фізкультурно — оздоровчий комплекс «Ріка», директор                                                        |
| б/м                                                     | Власов Іван Сергійович                 | 05.11.2010            | вища               | член Партії регіонів                          | приватний підприємець                                                                                      |
| б/м                                                     | Білецький Віталій Миколайович          | 21.07.2012            | вища               | член Партії регіонів                          | приватний підприємець                                                                                      |
| б/м                                                     | Тимочук Юрій Васильович                | 13.05.2013            | вища               | член Партії регіонів                          | приватний підприємець                                                                                      |
| 11                                                      | Раковці Єва Йосипівна                  | 01.04.2013            | вища               | член Партії регіонів                          | ЗОШ № 2, вчитель                                                                                           |
| 12                                                      | Булей Джаніко Яношович                 | 05.11.2010            | середня            | член Партії регіонів                          | приватний підприємець                                                                                      |
| 13                                                      | Алексєєв Григорій-Максим Станіславович | 05.11.2010            | вища               | позапартійний                                 | приватний підприємець                                                                                      |
| Політична партія Всеукраїнське об'єднання «Батьківщина» |                                        |                       |                    |                                               | |
| б/м                                                     | Шпілька Василь Миколайович             | 05.11.2010            | вища               | член Всеукраїнського об'єднання «Батьківщина» | приватний підприємець, керівник                                                                            |
| б/м                                                     | Лях Ігор Михайлович                    | 05.11.2010            | вища               | член Всеукраїнського об'єднання «Батьківщина» | АТ Авто комплекс «Старт», директор                                                                         |
| Політична партія «Наша Україна»                         |                                        |                       |                    |                                               | |
| 1                                                       | Росоха Іван Іванович                   | 05.11.2010            | вища               | член Політичної партії «Наша Україна»         | приватний підприємець                                                                                      |
| 4                                                       | Анишинець Олександр Олександрович      | 05.11.2010            | вища               | член Політичної партії «Наша Україна»         | Хустська спеціалізована школа з естетичним вихованням № 6, викладач                                        |
| Політична партія «Фронт Змін»                           |                                        |                       |                    |                                               | |
| б/м                                                     | Дурунча Ігор Володимирович             | 05.11.2010            | середня            | член Політичної партії «Фронт Змін»           | приватний підприємець                                                                                      |
| б/м                                                     | Сімаков Сергій Олександрович           | 05.11.2010            | середня            | член Політичної партії «Фронт Змін»           | приватний підприємець                                                                                      |
| б/м                                                     | Лях Богдан Михайлович                  | 05.11.2010            | середня            | член Політичної партії «Фронт Змін»           | приватний підприємець                                                                                      |
| б/м                                                     | Кричфалуші Володимир Васильович        | 05.11.2010            | вища               | член Політичної партії «Фронт Змін»           | приватний підприємець                                                                                      |
| Українська Народна Партія                               |                                        |                       |                    |                                               | |
| б/м                                                     | Джанда Михайло Михайлович              | 05.11.2010            | вища               | член Української Народної Партії              | Хустська міська рада, міський голова                                                                       |
| б/м                                                     | Гинцяк Олександр Йосипович             | 05.11.2010            | вища               | член Української Народної Партії              | Хустська міська рада, секретар ради                                                                        |
| 9                                                       | Марко Микола Миколайович               | 05.11.2010            | середня спеціальна | позапартійний                                 | КП «Служба паркування» Хустської міської ради, начальник комунального підприємства                         |